# Мануель II (маніконго)
Мануель II (порт. Emmanuel II) або Мпанзу-а-Німі (кон. Mpanzu a Nimi; 1680 — 21 квітня 1743) — тридцять четвертий маніконго центральноафриканського королівства Конго.

## Біографія
Був братом Даніеля I, й коли того було вбито в Сан-Сальвадорі, став головним претендентом на престол від родини Кімпанзу. Після завершення громадянської війни та розколу держави він відступив до Мбамба-Ловата, де проголосив себе авенеконго. 1680 року Педру III, який правив королівством Лемба, проголосив себе маніконго. Мануель присягнувся помститись Педру й заманив того в пастку, після чого особисто вбив його. Той епізод в історії Конго став переломним у досягненні миру між родинами, що ворогували.
Після вбивства Педру III Мануель продовжив боротись за трон Конго. Та боротьба сягнула піку, коли сили Мануеля, з'єднані з партизанськими загонами Педру Константінью да Сілви, підступили до Сан-Сальвадора. У битві, що відбулась, перемогу все ж здобув Педру IV. Та Мануель не полишив своїх намірів і продовжував боротьбу до 1715 року, коли маніконго Педру IV ухвалив рішення про чергування престолу між представниками родин, що ворогували (Кінлаза та Кімпанзу).
Коли Педру IV помер 1718 року, договір між родинами було ухвалено, й Мануель зайняв престол, перенісши свою резиденцію до Сан-Сальвадора. Правив Конго до своєї смерті 1743 року. Після того трон зайняв представник родини Кінлаза Гарсія IV.